# 浅川要
浅川 要（あさかわ かなめ、1946年 - ）は、東洋医学研究者、鍼灸師。
東京都生まれ。1971年早稲田大学第一文学部東洋史学科卒、中国通信社勤務。1975年東京高等鍼灸学校卒。横山瑞生に師事。白鬚橋病院、富士見病院勤務を経て浅川鍼灸治療院開業。東京中医鍼灸センター院長、東京医療福祉専門学校教員養成科講師、『中医臨床』誌顧問、日本中医学会理事。1977年『鍼灸学』で日本翻訳出版文化賞受賞。

## 著書
- 『針師のお守り 針灸よもやま話』東洋学術出版社 中医臨床新書 2000
- 『続針師のお守り 針灸よもやま話』東洋学術出版社 2015

### 翻訳
- 『中国の針灸と新医療法 中華人民共和国』小林基起、佐藤昌代、山崎てるみ共訳 刊々堂出版社 1976
- 天津市中医医院原編『針灸配穴』刊々堂出版社 1977
- 『快速針刺療法 人体のツボと治療』小野田正共編訳 刊々堂出版社 1979
- 山西医学院第一附属医院穴区帯研究小組編著『経絡反応帯療法』共訳 東洋学術出版社 1985
- 王鳳儀,任煥朝『吸玉療法』東洋学術出版社 1985
- 李丁,天津中医学院編『針灸経穴辞典』共訳 東洋学術出版社 1987
- 南京中医学院医経教研組『難経解説』戸川芳郎監訳、井垣清明、石田秀実、勝田正泰、砂岡和子、兵頭明共訳 東洋学術出版社 1987
- 劉燕池 ほか『詳解・中医基礎理論』監訳 東洋学術出版社 1997
- 邱茂良,孔昭遐,邱仙霊編著『中医針灸学の治法と処方 弁証と論治をつなぐ』加藤恒夫共訳 東洋学術出版社 2001
- 魏稼主編『中国鍼灸各家学説』佐藤実監訳,加藤恒夫,林敏共訳 東洋学術出版社 2003

### 監修
- 『プロが教える東洋医学のすべてがわかる本 史上最強カラー図解』平馬直樹,辰巳洋共監修 ナツメ社 2011
- 『基本としくみがよくわかる東洋医学の教科書 オールカラー版 豊富な図解で難解ポイントがすっきり!』平馬直樹総監修・漢方薬監修 浅川中医理論・鍼灸監修 辰巳洋薬膳監修 ナツメ社 2014

## 論文
- ＜浅川要